# Renan Peixoto Nepomuceno
Renan Peixoto Nepomuceno (* 21. Februar 2000 in Rio de Janeiro) ist ein brasilianischer Fußballspieler.

## Karriere
Renan begann seine Karriere beim Olaria AC. Im April 2017 wechselte er zur AD São Caetano. Im April 2018 kam er in die Jugend der SC Corinthians. Im März 2019 schloss er sich América Mineiro an. Zur Saison 2020 kehrte er zu São Caetano zurück. In eineinhalb Jahren beim Verein kam er einmal in der Série D und zweimal in der Staatsmeisterschaft von São Paulo zum Einsatz.
Zur Saison 2021/22 wechselte Renan nach Österreich zum drittklassigen SC Röthis. Für Röthis kam er in der Saison 2021/22 zu 25 Einsätzen in der Eliteliga Vorarlberg, in denen er 24 Tore erzielte. Zur Saison 2022/23 wechselte er zum Zweitligisten FC Dornbirn 1913. Sein Debüt in der 2. Liga gab er im Juli 2022, als er am ersten Spieltag jener Saison gegen den SKN St. Pölten in der Startelf stand.
In Dornbirn schlug der Angreifer voll ein und erzielte bis zur Winterpause zehn Tore in 14 Zweitligaeinsätzen. Bereits im Januar 2023 verließ er den Klub wieder und wechselte nach Südkorea zum Zweitligisten Seoul E-Land FC. Für die Südkoreaner kam er aber verletzungsbedingt nie zum Einsatz. Im Februar 2024 kehrte er anschließend wieder nach Dornbirn zurück. Für Dornbirn absolvierte er bis zum Ende der Saison 2023/24 sechs Zweitligaspiele, in denen er zweimal traf.
Den Dornbirnern wurde jedoch die Zweitligazulassung entzogen, woraufhin Renan zur Saison 2024/25 zum Zweitligisten Schwarz-Weiß Bregenz wechselte. Für Bregenz kam er bis zur Winterpause zu 14 Einsätzen, in denen er neunmal traf. Im Januar 2025 kehrte Renan nach Brasilien zurück und wechselte zum Viertligisten Portuguesa.